# Cá chình đại dương cổ hẹp
Cá chình đại dương cổ hẹp, tên khoa học Derichthys serpentinus, là một loài cá chình cổ dài, loài duy nhất trong chi Derichthys,được tìm thấy trong tất cả các đại dương ở độ sâu từ 0 đến 2.000m. Chiều dài lên đến 40 cm.
Da của nó trơn và có màu nâu đỏ. Nó sống ở độ sâu lớn, thông thường từ 200m tới 700m.